# Кагальный колодец (Мстиславль)
Кагальный колодец (бел. Кагальны калодзеж) — источник в городе Мстиславле Могилёвской области Белоруссии, гидрологический памятник природы местного значения. Расположен в северной части города, в начале улицы Ленина, у подножия Замковой горы на берегу ручья Здоровец. Является традиционным местом забора родниковой воды населением. Вода из источника по результатам анализов соответствует требованиям санитарных правил и норм для питьевой воды. Охранный статус с 2003 года.

## История
Историческое название колодца — «Здоровец». В прошлом колодец являлся главным источником питьевой воды города, а вода из него наполняла защитный ров Мстиславля. В современном названии прослеживаются еврейские корни: «кагальный» означает «общественный». В старину из него еврейские возчики развозили воду по домам горожан. Рядом с колодцем проходит тропа, по которой в 1941 году нацисты вели евреев на расстрел.
В августе 2014 года начались работы по благоустройству колодца. На месте источника возведена православная часовня, названная в честь Тупичевской иконы Божией Матери. В декабре 2014 года источник освящён настоятелем храма в честь Тупичевской иконы Божией Матери протоиереем отцом Тимофеем. Рядом с колодцем появилась ещё одна постройка, в которой разместилась купель.

## Правовой режим
Памятник природы занимает земельный участок 10 х 10 метров, проходящий по берегу ручья и землям общего пользования города Мстиславля.
Границей охранной зоны гидрологического памятника природы местного значения «Кагальный колодец» является линия, условно проведённая в радиусе 20 метров от водного источника, проходящая по землям общего пользования города Мстиславля, по смежеству с прилегающими землевладениями граждан.
В границах памятника природы запрещается: проведение всех видов работ, связанных с нарушением почв, изменение гидрологического режима территории; прогон и пастьба скота, разжигание костров, установка палаток, стоянка, техническое обслуживание и мойка механических транспортных средств, других машин и механизмов, устройство массовых мероприятий вне установленных для этого мест; засорение территории или нанесение какого-либо другого ущерба естественному состоянию памятника.
В границах охранной зоны памятника природы запрещается: возведение построек, проведение всех видов работ, связанных с нарушением почв, изменение гидрологического режима территории; установка палаток, техническое обслуживание, мойка механических транспортных средств, других машин и механизмов, устройство массовых мероприятий вне установленных для этого мест; засорение территории или нанесение какого-либо другого ущерба естественному состоянию памятника.